# Marcel Janssens
Marcel Janssens (Edegem, 30 de diciembre de 1931 - Nukerke, 29 de julio de 1992) fue un ciclista belga que fue profesional entre 1954 y 1965. 
A lo largo de su carrera profesional consiguió 26 victorias, pero antes, como forofo obtuvo el Campeonato de Bélgica en carretera el 1951 y una etapa a la Vuelta en Cataluña. Como profesional destacan dos etapas al Tour de Francia.

## Palmarés
- 1953
  - Vencedor de una etapa a la Volta a Cataluña
- 1954
  - Campeón de la Provincia de Amberes
  - 1.º en el Gran Premio de Kalmthout
- 1955
  - Campeón de la Provincia de Amberes
  - 1.º en el Tour del Oeste y vencedor de una etapa
  - 1.º en el Circuito de Brabant Valon
  - 1.º en el Circuito de Escaut-Dendre-Lys
  - 1.º en el Gran Premio de Kalmthout
  - 1.º en el Premio de Nederbrakel
  - 1.º en el Premio de Wilrijk
  - 1.º en el Premio de Brasschaat
  - 1.º en el Premio de Aurillac
  - Vencedor de una etapa al Tres días de Amberes
- 1956
  - 1.º en el Premio de Wilrijk
- 1957
  - Vencedor de una etapa al Tour de Francia
- 1958
  - Vencedor de una etapa y del premio de la montaña al Tour de Romandía
  - 1.º en el Premio de Waarschoot
- 1959
  - Vencedor de una etapa al Tour de Francia
  - 1.º en el Anverso-Ougrée
  - 1r al Premio de Aarschot
- 1960
  - 1.º en la Burdeos-París
  - 1.º en el Premio de Liborna
- 1961
  - 1.º en el Premio de Zele
- 1963
  - 1.º en el Premio de Herenthout

### Resultado al Tour de Francia
- 1956. 32.º de la clasificación general
- 1957. 2.º de la clasificación general y vencedor de una etapa
- 1958. Abandona (6.ª etapa)
- 1959. 25º de la clasificación general y vencedor de una etapa
- 1960. Abandona (11.ª etapa)
- 1963. Abandona (6.ª etapa)

### Resultado al Giro de Italia
- 1956. Abandona (6.ª etapa)
- 1957. 20.º de la clasificación general

### Resultado a laVuelta a España
- 1962. 32.º de la clasificación general